# Listă de scriitori angolezi
Aceasta este o listă cu scriitorii din Angola:
- José Eduardo Agualusa (1960– )
- Mário Pinto de Andrade (1928–1990)
- Arlindo Barbeitos (1940– )
- Mendes de Carvalho
- Dia Kassembe
- Alda Lara (1930–1962)
- Pedro de Gouveia Leite Mateus
- Mbwango   (Reis Luis)
- Manuel Rui Monteiro
- Agostinho Neto (1922–1979)
- Ondjaki
- Pepetela (Artur Carlos Maurício Pestana dos Santos, 1941–)
- Oscar Ribas (1909–2004)
- Paula Tavares (1952– )
- Amplia Veiga, născut în Portugalia (1931– )
- José Luandino Vieira (1935– )